# Nobisuke Nobi
Nobisuke Nobi (野比野比大輔?, Nobi Nobisuke) è un personaggio dell'anime Doraemon.

## Biografia del personaggio
Nobisuke Nobi è sposato con Tamako Kataoka, dalla quale ha avuto un figlio, Nobita. Ha 42 anni e lavora come salaryman a Tokyo, abbastanza lontano dalla propria abitazione, tanto che deve prendere tutti i giorni la metropolitana per recarsi al proprio luogo di lavoro. Qualche volta si dimentica di portare con sé del materiale importante, ed è costretto a telefonare alla moglie Tamako o al figlio, che utilizzano i chiusky di Doraemon per aiutarlo. A causa del lavoro, spesso Nobisuke non riesce a prendere sonno, oppure è costretto a dover rinunciare a delle gite insieme alla famiglia programmate da tempo. Il sogno di Nobisuke è prendere una promozione lavorativa o avere un riconoscimento dai suoi superiori, cosa che, in alcune circostanze, avverrà grazie all'intervento di Doraemon. Nobisuke cerca inoltre da tempo di prendere la patente, ma è stato bocciato agli esami di guida, che peraltro ha ripetuto ben trentacinque volte.
Quando non lavora, Nobisuke ama stare seduto in salotto a leggere il giornale o a bere il liquore al melone, la sua bevanda preferita. Ama fumare la pipa e le sigarette, anche se spesso lo deve fare di nascosto, siccome Tamako cerca in ogni modo di impedirglielo (in qualche occasione anche Nobita cerca di fargli perdere il vizio). Spesso guarda in televisione le partite di baseball della squadra della città, ma non sopporta che quest'ultima perda e, se ciò accade, diventa ostile. Talvolta Nobisuke torna a casa completamente ubriaco, anche se ciò accade soprattutto nelle feste fra colleghi in cui si reca. A causa di questa sua debolezza, in un episodio rischia persino di perdere lo stipendio mensile: per fortuna il problema sarà risolto solamente grazie all'intervento di Doraemon.
Come la moglie, Nobisuke vuole molto bene al figlio, e cerca di spronarlo ad impegnarsi di più negli studi, ma lo rimprovera raramente.
La più grande passione di Nobisuke è pescare, e talvolta ha persino sfidato dei colleghi che si vantavano con lui. Altra grande passione di Nobisuke è il gioco del golf, spesso condiviso con i suoi colleghi. Viene considerato talvolta un uomo della pioggia, perché quando gioca a golf piove sempre. Terza grande passione di Nobisuke è la pittura, che non ha mai abbandonato da quando era un ragazzo. Da piccolo, infatti, vinse il concorso di pittura della sua scuola facendo un ritratto di suo padre. Sempre da piccolo, Nobisuke aveva anche una gigantesca passione per i dinosauri, e cercava spesso fossili preistorici nelle zone vicino a casa sua, ma senza successo.
Di indole bonaria, perde la pazienza molto raramente e non ama fare ramanzine al figlio, ma cerca comunque di spronarlo ad uscire di casa per fare delle passeggiate o per vivere qualche avventura. Non ama contraddire la moglie, e spesso si adatta controvoglia alle sue decisioni, soprattutto sul tenere o non tenere un animale nella loro abitazione. Nobisuke ha un gruzzolo segreto, che tiene nascosto in uno degli stivali da pioggia.
Nobisuke ha incontrato Tamako per caso, presumibilmente nei tempi del liceo. L'anniversario di matrimonio di Nobisuke e Tamako è il 3 novembre, ed è inoltre rivelato che lui e Tamako sono sposati da dodici anni. La proposta avvenne alle 17:00 vicino alla fontana di un grande parco, dove sarà presente ad osservare la scena anche il figlio Nobita, tornato nel passato grazie alla macchina del tempo. Padre e figlio avranno comunque altre occasioni di rincontrarsi nel passato, senza comunque che il primo conosca la vera identità del secondo, più precisamente durante il parto di Tamako ed in un momento imprecisato della giovinezza di Nobisuke, dove il figlio aiuterà il padre che si trovava in povertà dandogli del cibo. Curiosamente, anche Nobisuke era vittima di bullismo da parte degli antenati di Gian e Suneo, caratteristica che si rivelerà poi tipica della famiglia Nobi.
Sempre grazie alla macchina del tempo, è stato possibile ricostruire molti aspetti della vita di Nobisuke. Si scopre che durante la sua giovinezza Nobisuke ha affrontato la povertà ed ha vissuto un periodo in una comunità sulle montagne per sfuggire ai bombardamenti della Seconda Guerra Mondiale. Si sa anche che la casa dei Nobi è stata la casa in cui Nobisuke è cresciuto, che l'uomo ha ristrutturato dopo essersi sposato. Da bambino Nobisuke era parecchio simile a suo figlio (eccetto gli occhiali) e da adolescente era decisamente magro (mentre dalla nascita di Nobita ingrasserà notevolmente). Anche il carattere, seppur molto più maturo e responsabile, riflette quello "giocherellone" di Nobita. Come Nobita, anche Nobisuke era spesso rimproverato per la sua scarsa determinazione e i brutti voti a scuola (ma in questo caso era solo il padre a castigarlo duramente). Si sa anche che Nobisuke ha un fratello minore, Nobiru, il quale lavora negli Stati Uniti ma non manca, qualche volta, di fare visita alla famiglia; la sua presenza rende felice Nobita, anche perché riceve sempre generose mance dallo zio.
Nobita era legato molto alla nonna (la madre di Nobisuke), ma questa morì quando lui frequentava ancora l'asilo. Il padre di Nobisuke, invece, morì anni prima della nascita di Nobita. In un'occasione, Nobita e Doraemon fanno riabbracciare Nobisuke alla madre.
Si vede Nobisuke nel futuro quando Nobita sta per sposarsi con Shizuka: appare ancora più tranquillo del presente, fiducioso che il figlio, pur con i suoi difetti, riuscirà ad essere un buon padre di famiglia; è ancora ingrassato, quasi calvo ma non ha mai smesso di fumare. Inoltre in futuro Nobisuke e Tamako non abiteranno più nella loro casa, bensì in un appartamento nuovo di un grande condominio (anche perché il quartiere dove risiedeva la famiglia Nobi verrà raso al suolo e al suo posto sorgerà un enorme parco pubblico). 
Quando Nobita avrà un figlio con Shizuka, lo chiamerà Nobisuke, in onore di suo padre.